# Odaia Banului
Odaia Banului – wieś w Rumunii, w okręgu Buzău, w gminie Țintești. W 2011 roku liczyła 121 mieszkańców.